# Leptolaena raymondii
Leptolaena raymondii – gatunek roślin z rodziny Sarcolaenaceae. Występującego naturalnie na Madagaskarze, na terenie dawnej prowincji Toamasina. 
Występuje na obszarze 17 ha. Naturalnym siedliskiem są lasy przybrzeżne. 
Według Czerwonej Księgi jest gatunkiem bliskim zagrożenia. Gatunek ten ma ograniczony zasięg występowania. Jest często i selektywnie wykorzystany w budownictwie, ze względu na bardzo dobre cechy drewna. Przewiduje się, że w przyszłości populacja tego gatunku całkowicie zniknie na naturalnych siedliskach. 
Liście tego gatunku są wykorzystywane do celów leczniczych.